# Finkenstein am Faaker See
Finkenstein am Faaker See (slowenisch: Bekštanj) ist eine Marktgemeinde mit 9402 Einwohnern (Stand 1. Jänner 2024) in Österreich, im Bundesland Kärnten.

## Geographie

### Geographische Lage
Die Marktgemeinde Finkenstein liegt zum größten Teil im Becken des Faaker Sees zwischen Villacher Becken und Rosental. Sie wird im Norden von der Drau und im Süden von den Karawanken begrenzt. Mallestiger Mittagskogel, Techantinger Mittagskogel (Truppekogel/Trupejevo poldne) und der 2145 m hohe Mittagskogel (Kepa, kärntner-slowenisch Jepa) sind die höchsten Erhebungen. Die bewaldeten Höhenrücken der Dobrova und des Humbergs bilden im Norden und Osten die Grenzen. Zwischen Unteraichwald und Untergreuth liegt der Aichwaldsee. Das Gemeindegebiet hat Anteil am südlichen Becken des Faaker Sees einschließlich der Insel.
Der Ort Finkenstein, slowenisch Bekštanj, liegt etwa vier Kilometer südwestlich des Faaker Sees, etwa 4 km von der Autobahnabfahrt Villach/Warmbad entfernt. Er umfasst ungefähr 380 Gebäude mit etwa 1300 Einwohnern. Der historische Ortskern Mallestig/Malošče mit der katholischen Filialkirche hl. Margaretha (Pfarre St. Stefan-Finkenstein/Šteben-Bekštanj) an der B85 Rosental Straße wird heute Mallestiger Platz genannt. Nach Norden erstreckt sich der Ort bis an die Bahnstrecke Villach–Rosenbach (Haltestelle Finkenstein). Zur Ortschaft gehört auch die Einzellage Gegeneritsch.

### Gemeindegliederung
Finkenstein ist in Bezug auf Fläche und Einwohnerzahl eine der größten Landgemeinden Kärntens. Das Gemeindegebiet gliedert sich in die neun Katastralgemeinden Faak, Ferlach, Fürnitz, Greuth, Gödersdorf, Korpitsch, Latschach am Faaker See, Mallestig sowie St. Stefan.
Folgende 28 Ortschaften befinden sich im Gemeindegebiet (Einwohnerzahlen Stand 1. Jänner 2024):
- Altfinkenstein (Stari Grad) (65)
- Faak am See (Bače) (1105)
- Finkenstein (Bekštanj, bis 1970: Mallestig/Malošče) (1449)
- Fürnitz (Brnca) (1534)
- Gödersdorf (Vodiča vas) (396)
- Goritschach (Zagoriče) (179)
- Höfling (Dvorec) (44)
- Kopein (Kopanje) (12)
- Korpitsch (Grpiče) (293)
- Latschach (Loče) (537)
- Ledenitzen (Ledince) (1243)
- Mallenitzen (Malence) (257)
- Müllnern (Mlinare) (226)
- Neumüllnern (Nova Mlinare) (107)
- Oberaichwald (Zgornje Dobje) (282)
- Oberferlach (Zgornje Borovlje) (94)
- Outschena (Ovčna) (25)
- Petschnitzen (Pečnica) (81)
- Pogöriach (Pogorje) (184)
- Ratnitz (Ratenče) (87)
- St. Job (Šentjob) (176)
- Sigmontitsch (Zmotiče) (78)
- Stobitzen (Stopca) (199)
- Susalitsch (Žužalče) (98)
- Techanting (Teharče) (370)
- Unteraichwald (Spodnje Dobje) (153)
- Unterferlach (Spodnje Borovlje) (71)
- Untergreuth (Spodnje Rute) (57)

### Nachbargemeinden
|             | Villach                                     | Rosegg                  |
| Arnoldstein | Kompassrose, die auf Nachbargemeinden zeigt | Sankt Jakob im Rosental |
|             | Kranjska Gora (SLO)                         |                         |

## Geschichte

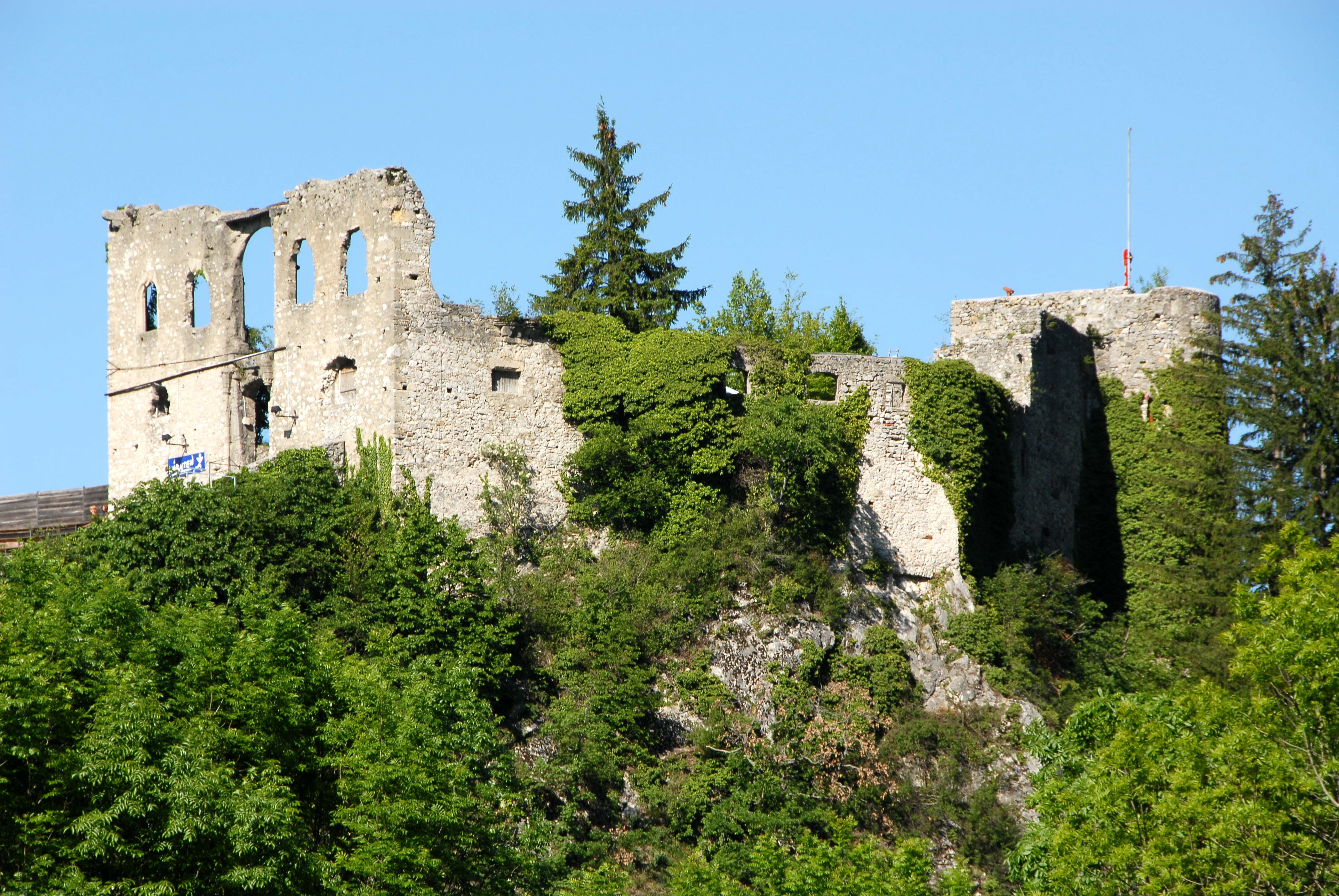
Burgruine Finkenstein

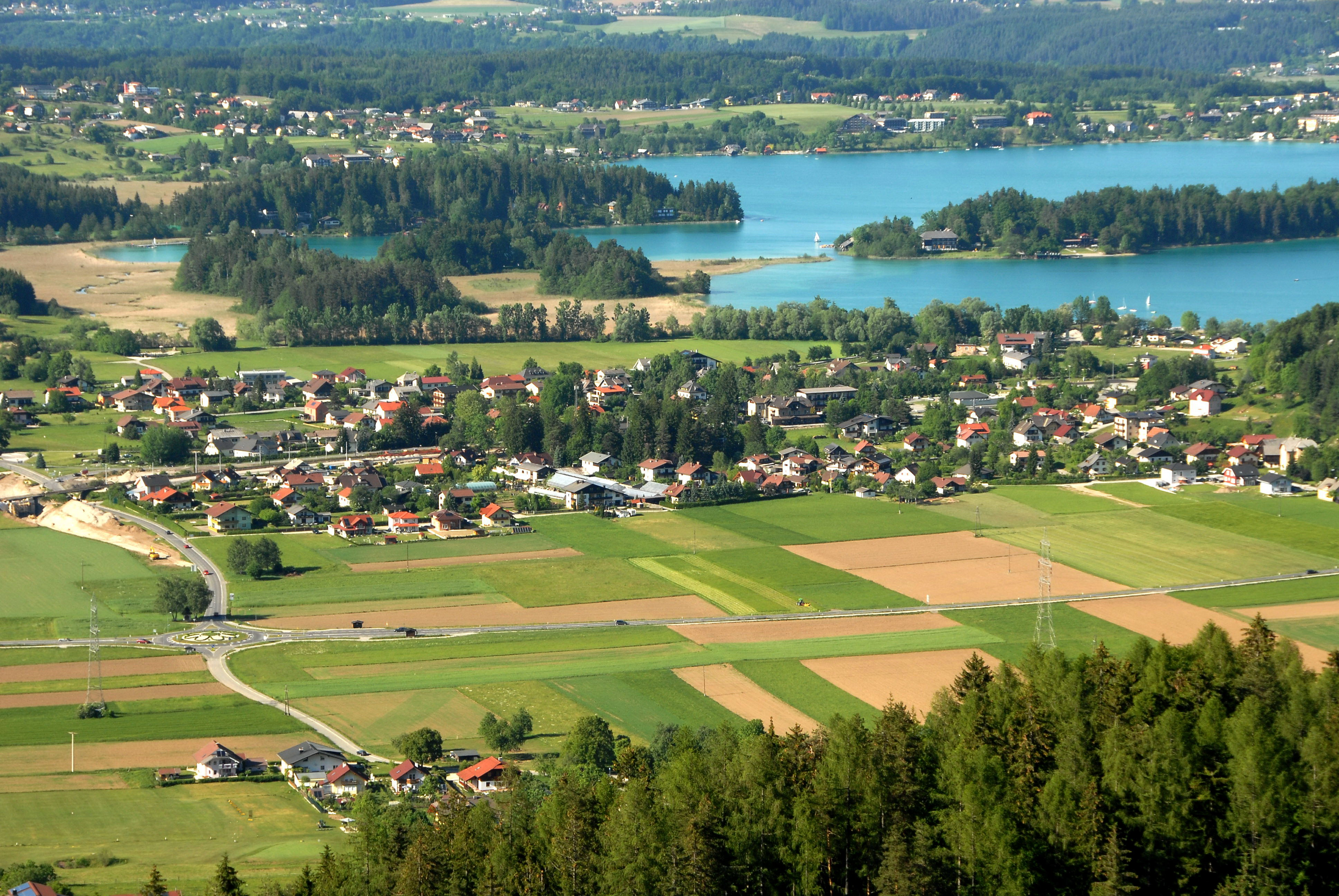
Faak am See im Sommer (Blick von der Burgruine Finkenstein)

Die heutige Gemeinde trägt ihren Namen nach der 1142 erstmals genannten Burg Finkenstein der Herren von Finkenstein, ritterliche Gefolgsleute der Herzöge von Kärnten.
Die Gemeinde Finkenstein konstituierte sich im Jahr 1850 und wurde 1973 durch die Eingemeindung der Katastralgemeinde Ferlach und weiterer Gebiete aus der ehemaligen Ortsgemeinde Maria Gail vergrößert. 1979 erhielt Finkenstein das Recht zur Führung der Bezeichnung Marktgemeinde verliehen. Im Jahr 2000 wurde sie in Finkenstein am Faaker See umbenannt.

## Bevölkerung
Zum Zeitpunkt der Volkszählung 2001 hatte Finkenstein am Faaker See eine Einwohnerzahl von 8.198, davon sind 93,3 % österreichische Staatsbürger, unter den ausländischen Staatsangehörigen stellen Bosnien-Herzegowina mit 2,5 % und Deutschland mit 1,3 % den größten Anteil. 5,6 % der Bevölkerung zählen sich zur slowenischsprachigen Volksgruppe. Die Anzahl der Gemeindebewohner verdoppelte sich seit 1869 (+ 108 %). Dieser Anstieg liegt über dem Durchschnitt der Bevölkerungsentwicklung des Bundeslandes Kärnten (+ 77 %).Finkenstein am Faaker See
Die überwiegende Mehrheit der Gemeindebevölkerung ist römisch-katholisch (82,2 %). Die nächstgrößere Religionsgemeinschaft (evangelisch) beläuft sich auf einen Bevölkerungsanteil von 6,0 %. Die Angehörigen des Islam machen 2,8 % aus, Gemeindebürger ohne religiöses Bekenntnis kommen auf 6,5 %.
| Finkenstein am Faaker See: Einwohnerzahlen von 1869 bis 2024 | Finkenstein am Faaker See: Einwohnerzahlen von 1869 bis 2024 | Finkenstein am Faaker See: Einwohnerzahlen von 1869 bis 2024 | Finkenstein am Faaker See: Einwohnerzahlen von 1869 bis 2024 | Finkenstein am Faaker See: Einwohnerzahlen von 1869 bis 2024 |
| ------------------------------------------------------------ | ------------------------------------------------------------ | ------------------------------------------------------------ | ------------------------------------------------------------ | ------------------------------------------------------------ |
| Jahr                                                         |                                                              |                                                              |                                                              | Einwohner                                                    |
| 1869                                                         | 1869                                                         |                                                              | 3.934                                                        | 3.934                                                        |
| 1880                                                         | 1880                                                         |                                                              | 4.170                                                        | 4.170                                                        |
| 1890                                                         | 1890                                                         |                                                              | 4.399                                                        | 4.399                                                        |
| 1900                                                         | 1900                                                         |                                                              | 4.355                                                        | 4.355                                                        |
| 1910                                                         | 1910                                                         |                                                              | 4.639                                                        | 4.639                                                        |
| 1923                                                         | 1923                                                         |                                                              | 4.767                                                        | 4.767                                                        |
| 1934                                                         | 1934                                                         |                                                              | 5.026                                                        | 5.026                                                        |
| 1939                                                         | 1939                                                         |                                                              | 5.328                                                        | 5.328                                                        |
| 1951                                                         | 1951                                                         |                                                              | 6.180                                                        | 6.180                                                        |
| 1961                                                         | 1961                                                         |                                                              | 6.375                                                        | 6.375                                                        |
| 1971                                                         | 1971                                                         |                                                              | 7.191                                                        | 7.191                                                        |
| 1981                                                         | 1981                                                         |                                                              | 7.283                                                        | 7.283                                                        |
| 1991                                                         | 1991                                                         |                                                              | 7.655                                                        | 7.655                                                        |
| 2001                                                         | 2001                                                         |                                                              | 8.198                                                        | 8.198                                                        |
| 2011                                                         | 2011                                                         |                                                              | 8.532                                                        | 8.532                                                        |
| 2021                                                         | 2021                                                         |                                                              | 9.262                                                        | 9.262                                                        |
| 2024                                                         | 2024                                                         |                                                              | 9.402                                                        | 9.402                                                        |
| Quelle(n): Statistik Austria, Gebietsstand 1.1.2021          |                                                              |                                                              |                                                              |                                                              |

## Kultur und Sehenswürdigkeiten
- Burgruine Finkenstein (Altfinkenstein) mit Burgarena
- Schloss Neufinkenstein
- Katholische Pfarrkirche Fürnitz/Brnca hl. Michael
- Katholische Pfarrkirche St. Stefan: Urkundlich vermutlich 1340, sicher 1385 erwähnt, ist in ihrer heutigen Gestalt ein gotischer Kirchenbau, der 1472 errichtet wurde. Der mächtige Westturm trägt einen barocken Zwiebelhelm
- Katholische Pfarrkirche Petschnitzen hl. Martin
- Pfarrkirche Pfarrkirche Latschach hl. Ulrich mit Friedhof
- Filialkirche Hl. Margaretha in Finkenstein ist eine kleine gotische Dorfkirche, urkundlich 1340 erstmals erwähnt[1]
- Filialkirche St. Georg in Faak am See ist ein gotischer Kirchenbau mit mächtigem Turm aus der ersten Hälfte des 15. Jahrhunderts. Die älteste urkundliche Erwähnung stammt aus dem Jahr 1486
- Filialkirche St. Gregor am südlichen Ortsende von Goritschach ist eine kleine, spätgotische Dorfkirche mit romanischem Mauerwerk
- Filialkirche Hl. Kanzian in Goritschach
- Kreuzweg Goritschach
- Filialkirche Heilige Dreifaltigkeit in Pogöriach
- Filialkirche Hl. Job mit Friedhof und Sankt Job
- Hügelgräberfeld und Höhensiedlung Kanzianiberg
- Bahnhof Faak am See mit historischem Bahnhofsgebäude aus der k.u.k. Zeit[4]

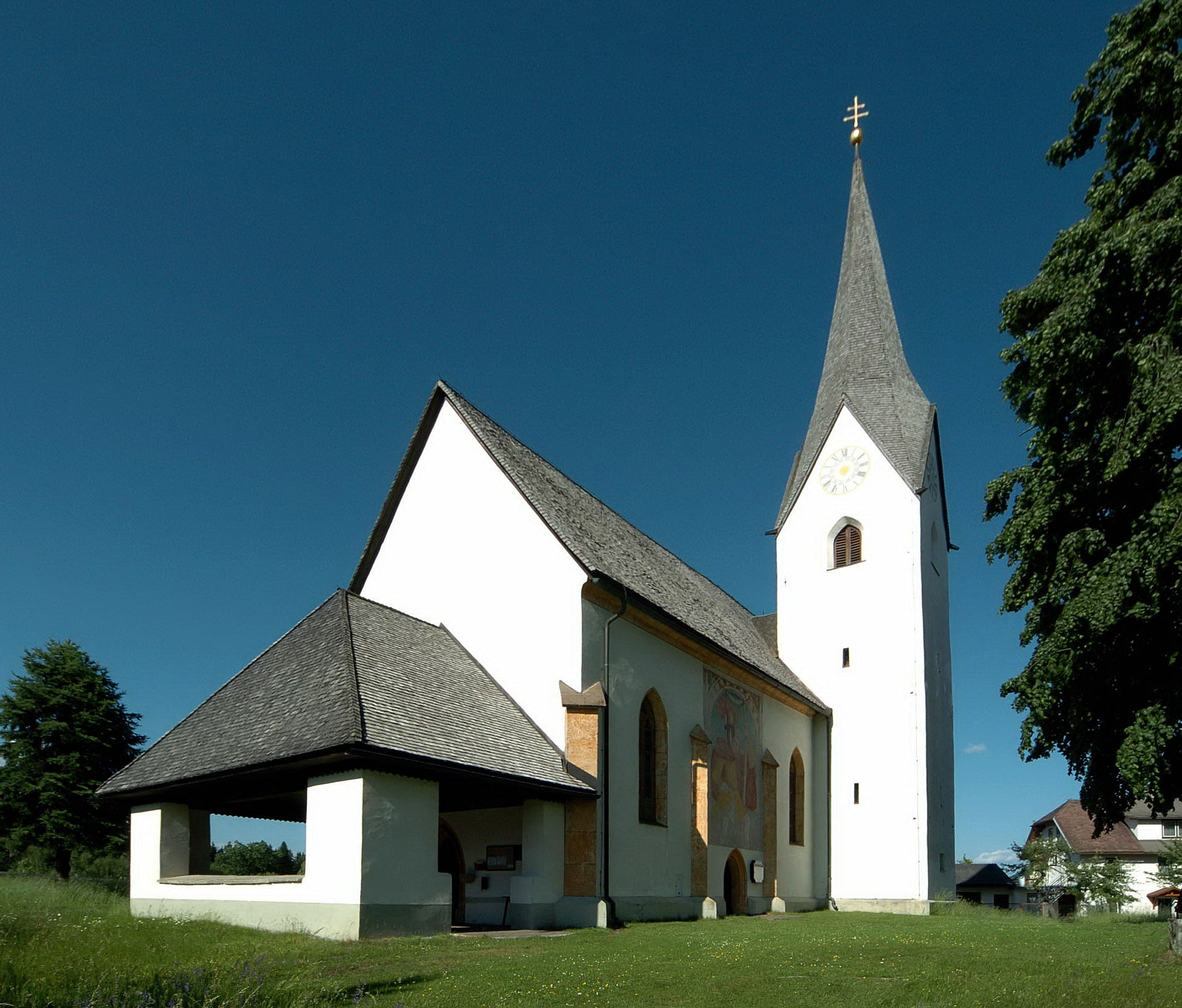
Filialkirche Heiliger Georg in Faak am See
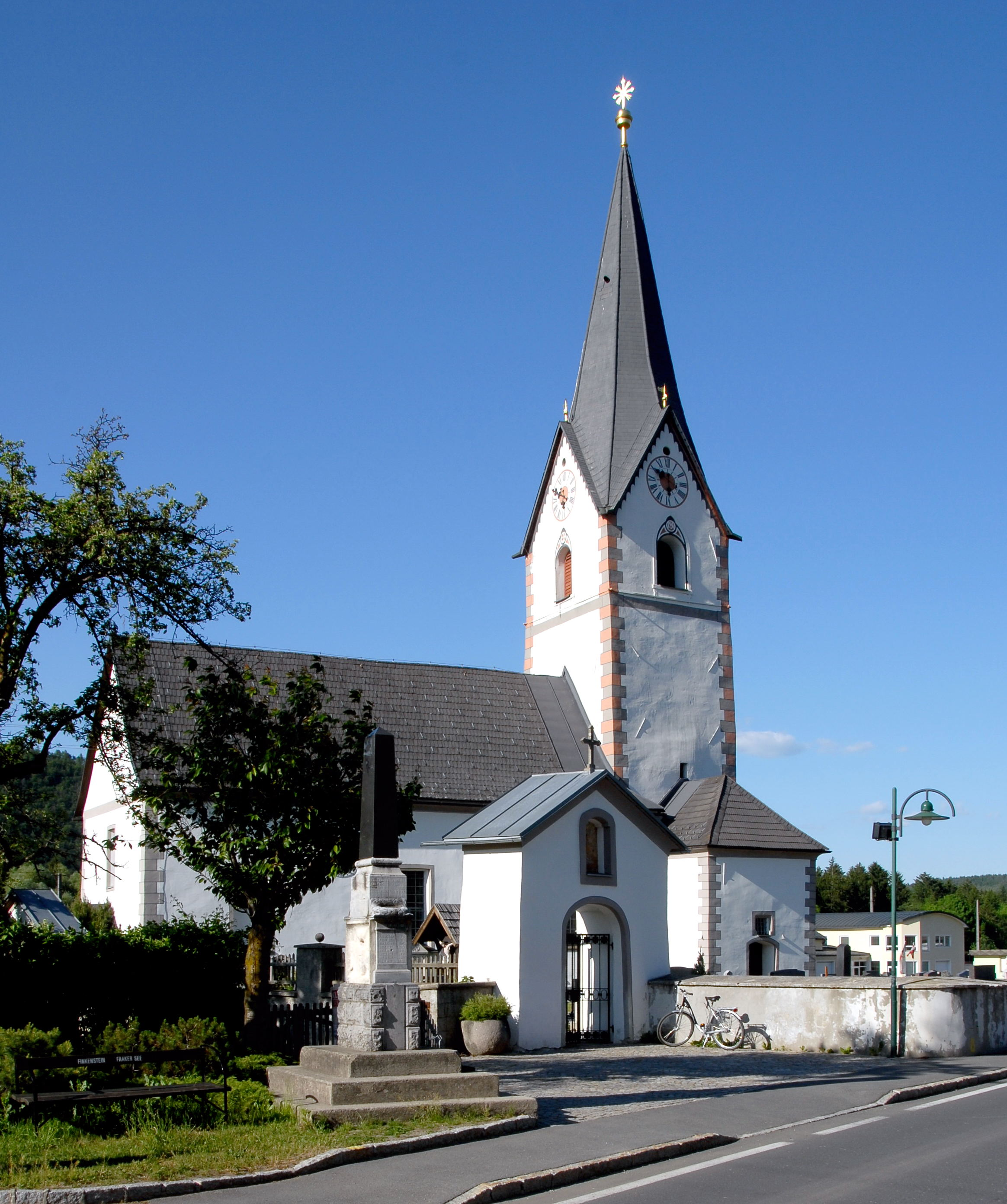
Pfarrkirche Fürnitz/Brnca
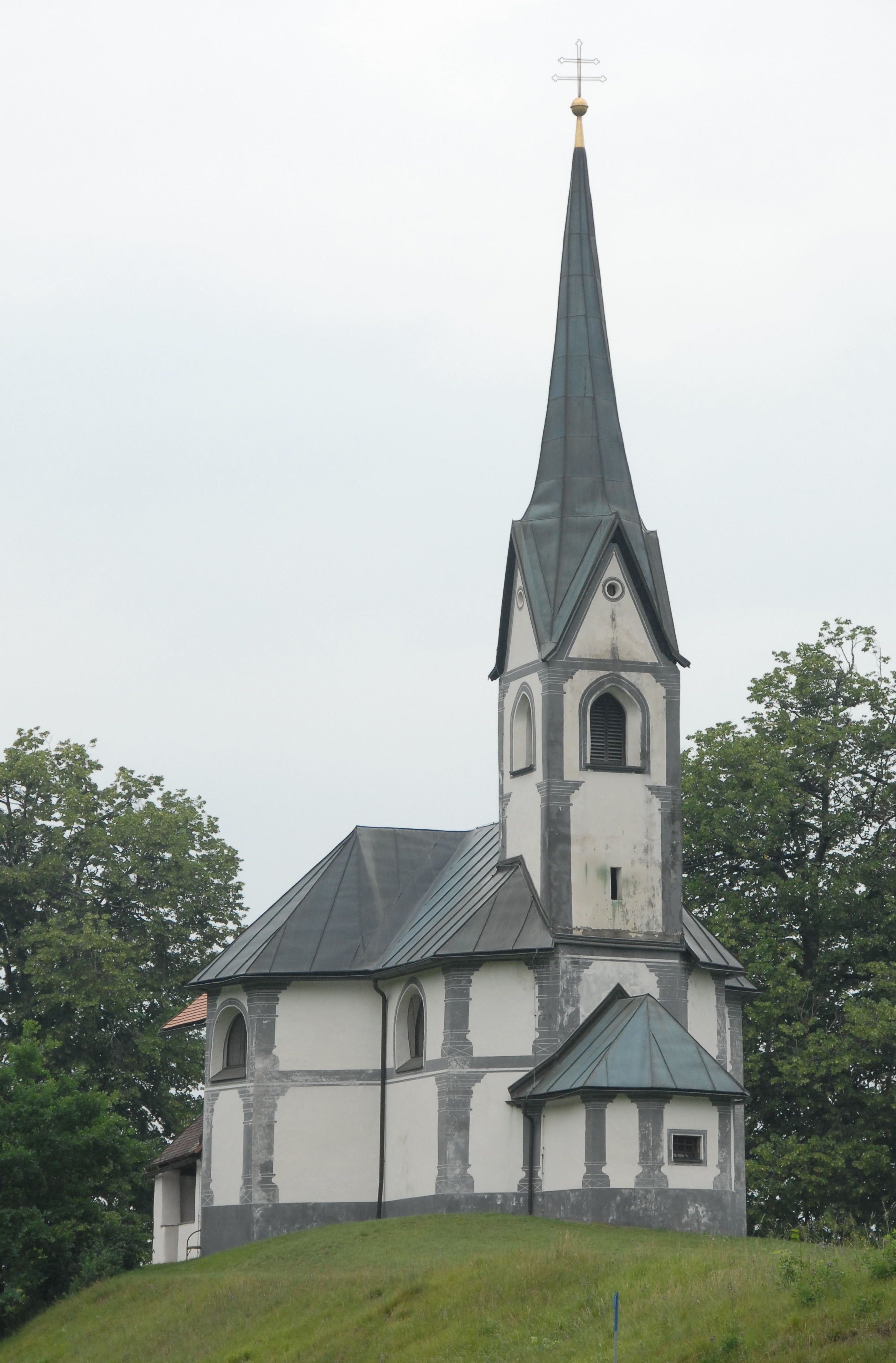
Filialkirche Heilige Dreifaltigkeit in Pogöriach
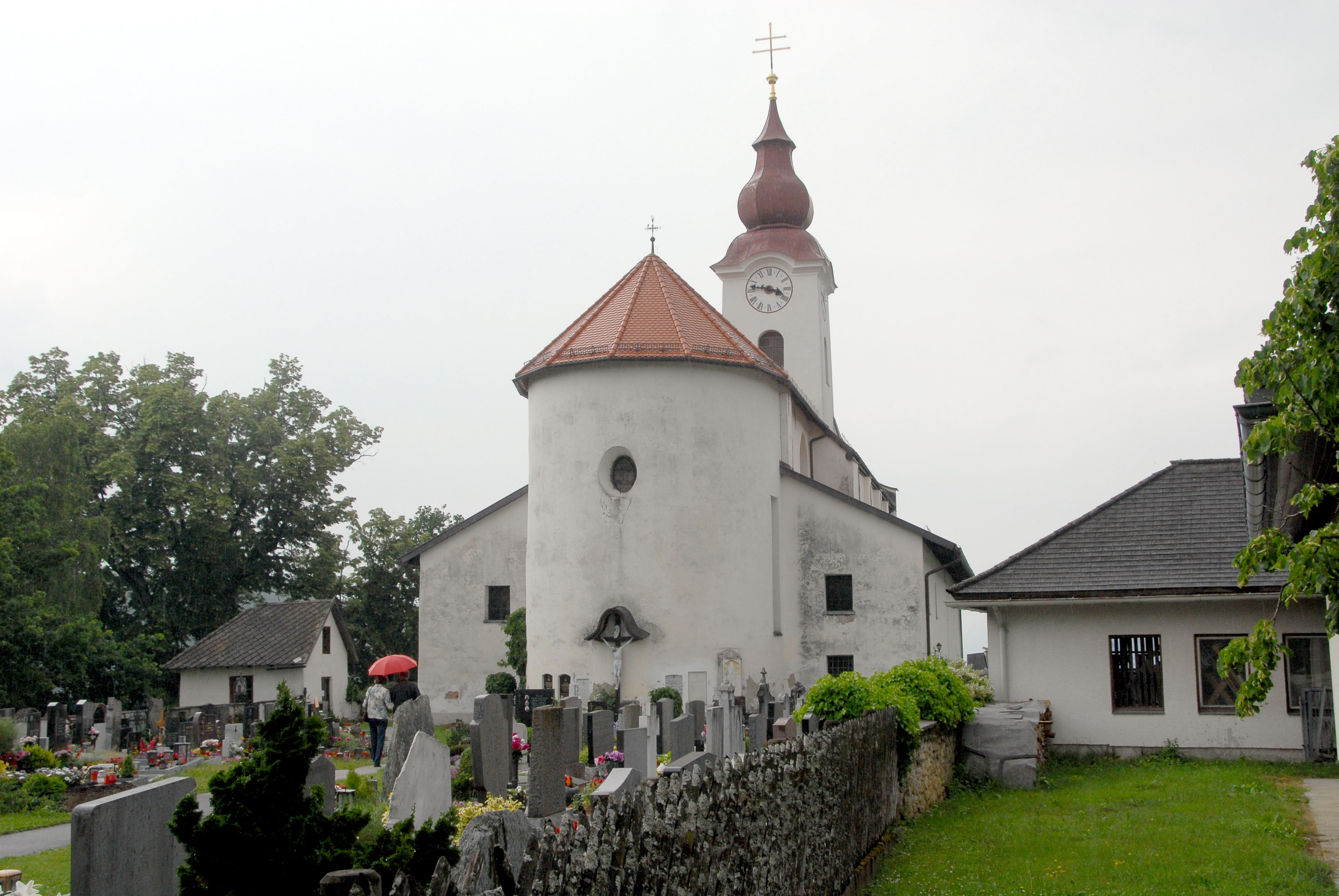
Pfarrkirche Latschach

### Kulturvereine

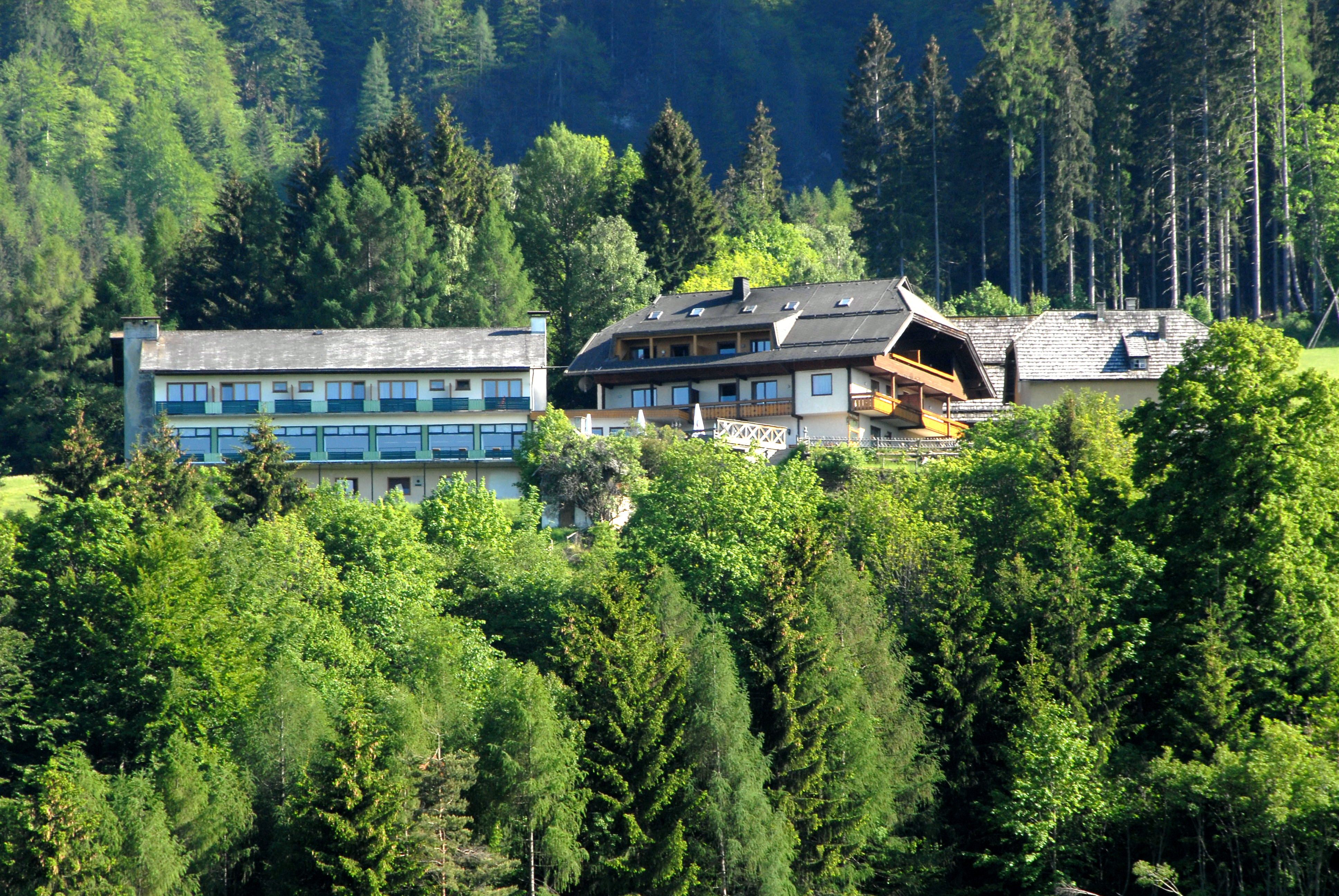
Baumgartnerhöhe

- Trachtenkapelle Finkenstein – Faaker See
- Burschenschaft Faak am See
- Dorfgemeinschaft Gödersdorf
- Burschenschaft Mallestig
- Slowenischer Kulturverein Jepa-Baško jezero Slovensko kulturno društvo Jepa-Baško jezero[5]

### Slowenisches Kulturleben und Slowenischer Kulturverein Jepa-Baško jezero
Seit dem Frühmittelalter ist das Slowenische im Gemeindegebiet präsent. Finkenstein zählt noch zum slowenischen Dialektbereich des Gailtales, geht jedoch bereits in jenen des Oberen Rosentales über.
Das organisierte Kulturleben der Slowenen erhielt Ende des 19. Jahrhunderts eine neue Dynamik, wurde jedoch jäh vom Ersten Weltkrieg und den Kriegsfolgen unterbrochen. 1922 wurde auf Initiative des Pfarrers Josip Ogris von Franz Aichholzer der  Bildungsverein Jepa (Izobraževalno društvo „Jepa“) gegründet, der sich für volksaufklärerische Ziele und Bildung einsetzt. Den schulpflichtigen Kindern werden Slowenischkurse angeboten, Theateraufführungen in Ledenitzen, Latschach und Ratnitz gegeben, ebenso kommen Passionsspiele zur Aufführung. Reich ist auch die slowenische Gesangskultur mit zahlreichen Männerchören in Mallestig und Fürnitz.
Noch im Jahr 1924 wurden alle Pfarren im Unteren Gailtal und im Rosental slowenisch geführt.
Zu den herausragenden Persönlichkeiten der Zeit zählte der slowenische Priester, Schriftsteller und Politiker Jurij Matej Trunk (1870–1973) aus Faak. Er war Präsident des Narodni svet za Rož (Volksrates für das Rosental), Berater der jugoslawischen Delegation bei der Friedenskonferenz in Paris und Mitglied der Volksabstimmungskommission 1920. 1921 emigrierte er in die USA.
Nach dem Krieg belebten die Burschen aus Faak (Baški fantje) das Kulturleben. Heute trägt der Slowenische Kulturverein Jepa-Baško jezero zum Kulturleben in der Gemeinde, zur Integration und zum Image der Gemeinde bei. Das heutige Bildungs- und Kulturangebot des Vereins ist vielfältig und umfasst Sprachkurse für Slowenisch, Turnkurse, die Vereinszeitung JEPA sowie die Abteilung der Musikschule Glasbena šola.
Besonders hervorzuheben ist zudem das Projekt zur Erfassung der slowenischen Flur- und Hofnamen in der Gemeinde Finkenstein, welche auf die UNESCO-Liste des immateriellen Weltkulturerbes gesetzt worden sind.

### Mehrsprachiger Kindergarten Ringa raja
Seit Herbst 1998 bietet der aus dem slowenischen Kulturverein Jepa-Baško jezero hervorgegangene mehrsprachige Kindergarten Ringa raja (Otroški vrtec / Mehrsprachiger Kindergarten / Scuola materna Ringa raja) in Ledenitzen/Ledince Kindern im Vorschulalter die Möglichkeit, beide Landessprachen und Italienisch spielend zu erlernen.

### Regelmäßige Veranstaltungen

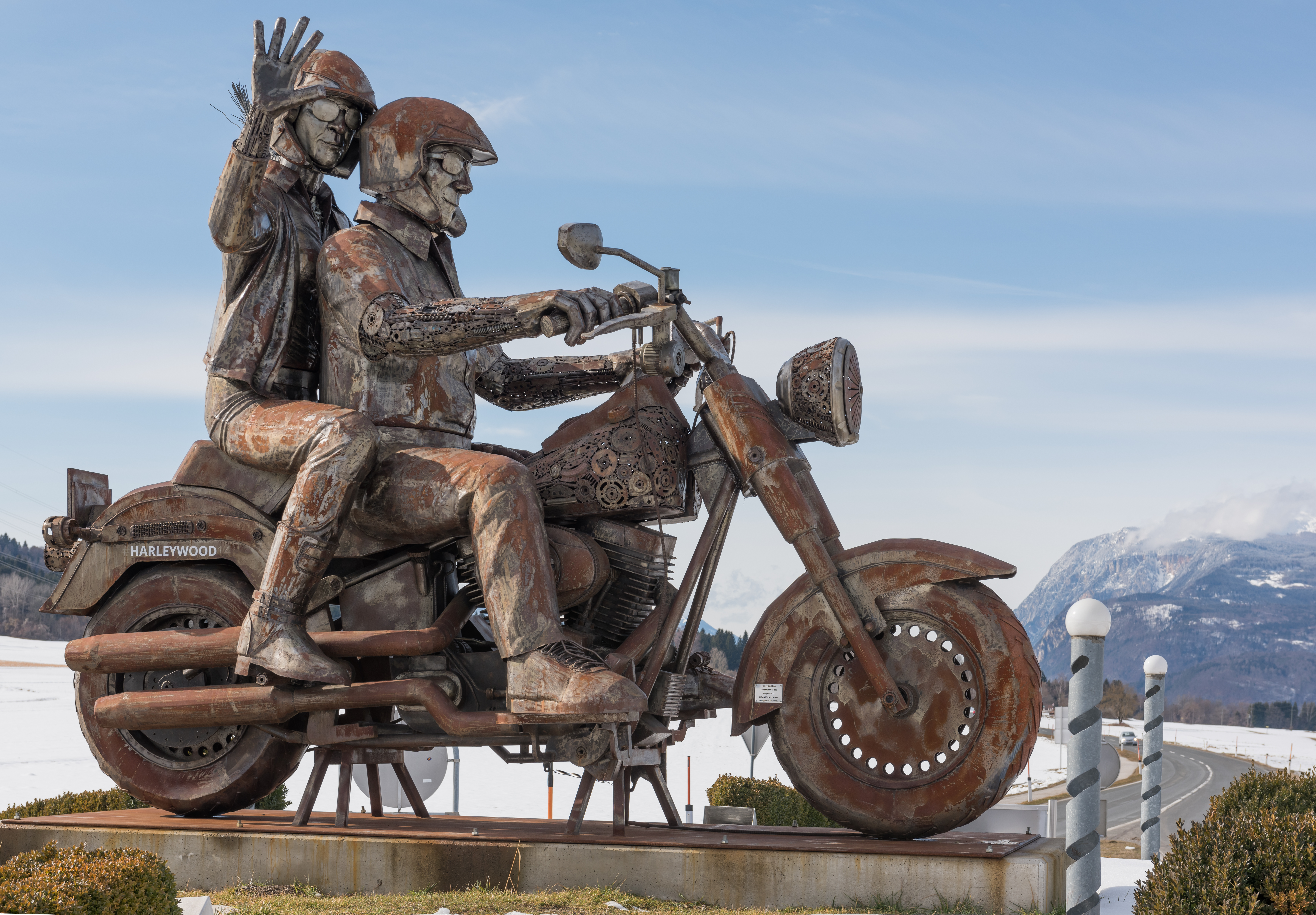
Finkenstein Faak am See Kreisverkehr Rosental Straße Bikermonument (2016)

- European Bike Week – Harley-Davidson-Treffen in Faak am See[12]
- Street Food Festival
- Bauernmarkt in Faak am See (Mai–September, jeden Donnerstag)
- Alpe-Adria-Cabriolet-Festival – ein internationales Cabrio-Treffen, seit 1981 alljährlich über Pfingsten

### Sonstiges
- Dorfmuseum
- Zitrusgarten – Größte Zitrussorten-Sammlung in Österreich[13]
- Klettergarten Kanzianiberg, einer der größten und ältesten Klettergärten Österreichs mit Kanzianiberg Klettersteig
- Rotschitza-Klamm-Klettersteig
- Siedlerstrand. Bürgermeister Poglitsch setzt sich für eine allgemeine Öffnung der 2500 m² großen Wiese ein. Ein Gerichtsurteil in 2. Instanz aus 2020 unterstützt das Anliegen gegen Anrainer, die den Strand für sich beanspruchen wollen.[14]

## Wirtschaft und Infrastruktur

### Wirtschaftssektoren
Im Jahr 2010 gab es 286 landwirtschaftliche Betriebe in Finkenstein, davon wurden 40 im Haupterwerb geführt. Von den 831 Erwerbstätigen im Produktionssektor waren rund achtzig Prozent mit der Herstellung von Waren beschäftigt, zwanzig Prozent arbeiteten im Baugewerbe. Im Dienstleistungssektor waren die sozialen und öffentlichen Dienste mit 26 Prozent der wichtigste Arbeitgeber, gefolgt von Beherbergung und Gastronomie (21 %), Verkehr (18 %) und Handel (17 %, Stand 2011).
| Wirtschaftssektor            | Anzahl Betriebe | Anzahl Betriebe | Anzahl Betriebe | Erwerbstätige | Erwerbstätige | Erwerbstätige |
| Wirtschaftssektor            | 2021            | 2011            | 2001            | 2021          | 2011          | 2001          |
| ---------------------------- | --------------- | --------------- | --------------- | ------------- | ------------- | ------------- |
| Land- und Forstwirtschaft 1) | 131             | 286             | 365             | 146           | 114           | 81            |
| Produktion                   | 104             | 76              | 66              | 623           | 831           | 861           |
| Dienstleistung               | 570             | 383             | 283             | 2483          | 1501          | 1641          |

1) Betriebe mit Fläche in den Jahren 2010 und 1999, Arbeitsstätten im Jahr 2021
| Finkenstein ist eine Pendlergemeinde. Von den fast 4000 Erwerbstätigen, die in der Gemeinde wohnen, pendeln beinahe 3000 zur Arbeit aus. Aus der Umgebung kommen 1400 Menschen, um in Finkenstein zu arbeiten (Stand 2011). Die Gemeinde zählt fast 600.000 Übernachtungen im Jahr. Mehr als die Hälfte dieser Übernachtungen entfallen auf die zwei Monate Juli und August (Stand 2019). | Hier fehlt eine Grafik, die leider im Moment aus technischen Gründen nicht angezeigt werden kann. Wir arbeiten daran! |

Durch Finkenstein verläuft der Südalpenweg, ein österreichischer Weitwanderweg. Und vom Villacher Feld führt der Fernwanderweg Julius Kugy Alpine Trail, Etappe 30 (ÖAV/Landesverband Kärnten) durch die Faak-Veldener Senke zur

### Verkehr
- Eisenbahn: Durch den Nordosten des Gemeindegebietes verläuft die Südbahn von Villach nach Italien. Von dieser zweigt bei Gödersdorf die Karawankenbahn Villach-Jesenice ab.
- Straße: Finkenstein ist über die Süd Autobahn A2 im Westen und die Karawanken Autobahn A11 im Osten gut mit Villach und der Kärntner Zentralregion verbunden.

## Politik

### Gemeinderat
Der Gemeinderat von Finkenstein hat 27 Mitglieder und setzt sich seit der Gemeinderatswahl 2021 wie folgt zusammen:
- 8 SPÖ
- 14 ÖVP
- 3 FPÖ
- 1 Grüne
- 1 Enotna Lista (slowenische Einheitsliste)

### Bürgermeister
Bürgermeister ist Christian Poglitsch (ÖVP).

### Wappen

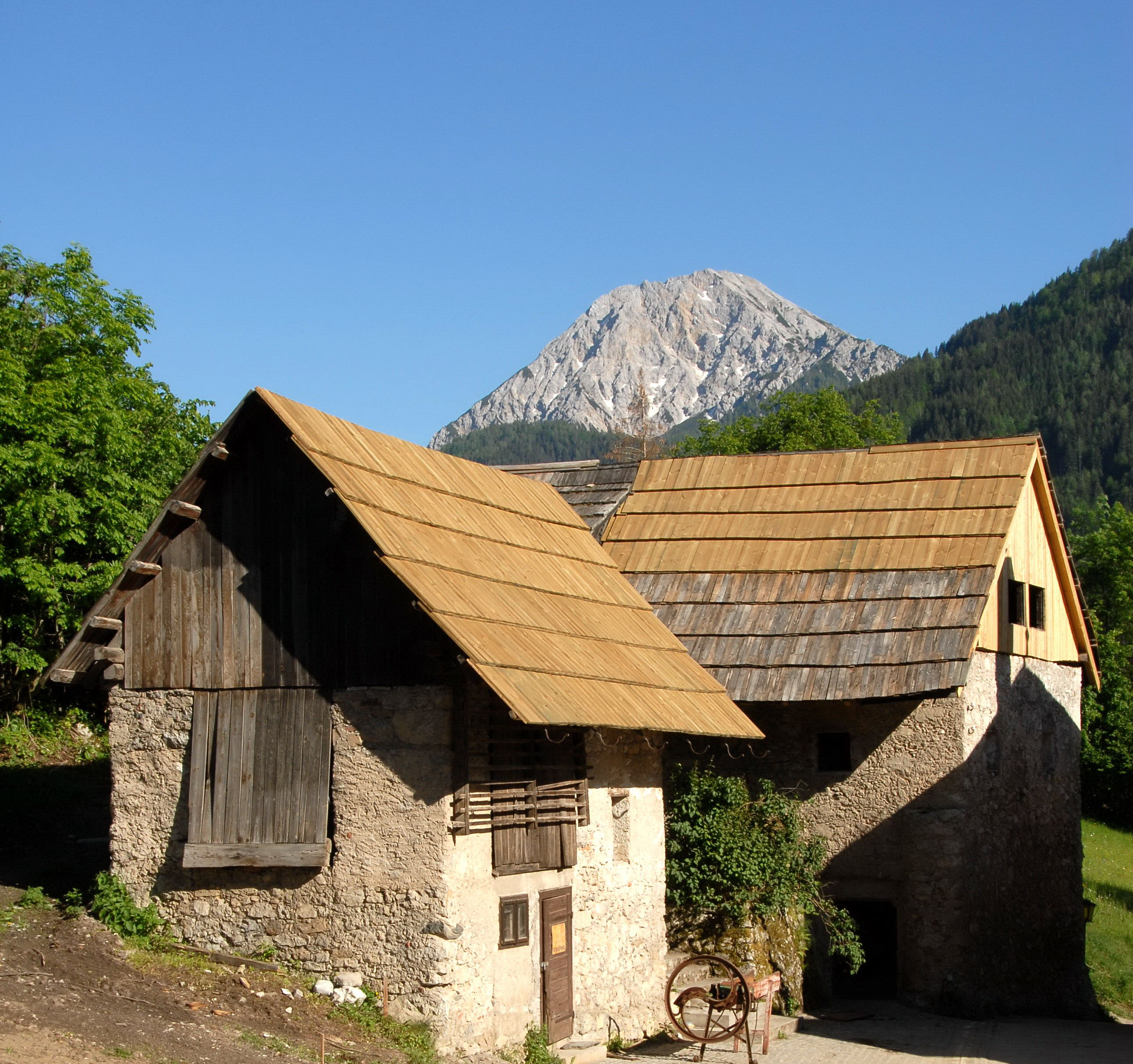
Gehöft in Altfinkenstein mit Mittagskogel dahinter

Die amtliche Blasonierung des Wappens lautet laut Wappen- und Fahnenverleihungsurkunde vom 31. Oktober 1979: „In Silber ein schwarzer, blutig abgeschnittener Greifenfuß“. Die Gemeindefahne ist Rot-Schwarz mit eingearbeitetem Wappen.
Das älteste Finkensteiner Siegel an einer Urkunde vom 23. März 1262 zeigt einen gefiederten, aber nicht abgeschnittenen und blutigen Greifenfuß, und auch nach der Kärntner Chronik von Jakob Unrest aus dem späten 15. Jahrhundert führten die – im Jahr 1142 erstmals genannten und in der ersten Hälfte des 15. Jahrhunderts ausgestorbenen – Herren von Finkenstein einen ganzen Greifenfuß in ihrem Wappen. Allerdings zeigt das Siegel des Cholo von Finkensteins an einer Urkunde vom 6. Jänner 1314 ebenso einen Greifenfuß mit rotem (blutigen) Abschnitt wie das erste Feld des gevierten Schildes der Freiherren und Grafen von Dietrichstein, die die Herrschaft Finkenstein von 1508 bis 1861 besaßen, so dass sich die Gemeinde bei der Neuverleihung für diese Darstellung des Greifenfußes entschieden hat.

## Persönlichkeiten
- Wilhelm (Willi) Agaton (1941–1998), Komponist und Musiker
- Ulrich Gäbler (* 1941), evangelischer Theologe und Kirchenhistoriker, der in Fürnitz aufgewachsen ist
- Lukas von Kronig (1813–1888), Berghauptmann
- Blasius Lapusch (1809–1880), österreichischer Gutsbesitzer und Politiker, Bürgermeister von Finkenstein
- Christian Mayer (* 1972), Skirennfahrer
- Franz Omann (1863–1936),[26] Maler
- Valentin Oman (* 1935), bildender Künstler
- Fritz Pinter (* 1978), Biathlet
- Jurij Matej Trunk (1870–1973), slowenischer Priester, Schriftsteller und Politiker aus Faak / Bače
- Katharina Truppe (* 1996), Skirennläuferin
- Peter „Paco“ Wrolich (* 1974), Rad-Profi